# Alfonso López de Tejeda
Alfonso López de Tejeda (m. Salamanca, 1404), conocido también como Alfonso López de Tejada, fue un noble castellano e hijo legítimo de Diego Alfonso de Tejeda.
Fue señor de Tejeda, Aldeavieja, Navarredonda, Arévalo y La Rivera, comendador de Montánchez, Montalbán, Castrotorafe y Peñausende en la Orden de Santiago, de la que llegaría a ser maestre electo, y alcaide de los alcázares de Segovia y de Zamora. Y la historiadora María Concepción Castrillo Llamas afirmó que este noble fue hombre de «señalado valor y linaje».

## Orígenes familiares
Era hijo de Diego Alfonso de Tejeda, y su madre, según Luis de Salazar y Castro, tal vez fue hermana de un noble llamado Arias Pardo, ya que Alfonso López y sus hermanos se referían a dicho individuo como a su tío en diversos documentos. Y era nieto por parte paterna, según algunos autores, de Pedro Fernando López de Haro, señor de los Cameros, aunque otros autores no mencionan a esta persona entre los señores de los Cameros del siglo XIV.
Además, fue hermano de Fernando Alfonso de Tejeda, que debía heredar el mayorazgo de su padre aunque murió antes de poder hacerlo, y de Juan Alfonso de Tejeda, que fue señor de Tejeda, Santa Olalla, Aldeavieja y Navarredonda.

## Biografía

### Juventud y actuaciones durante la Guerra Civil Castellana (1355-1369)

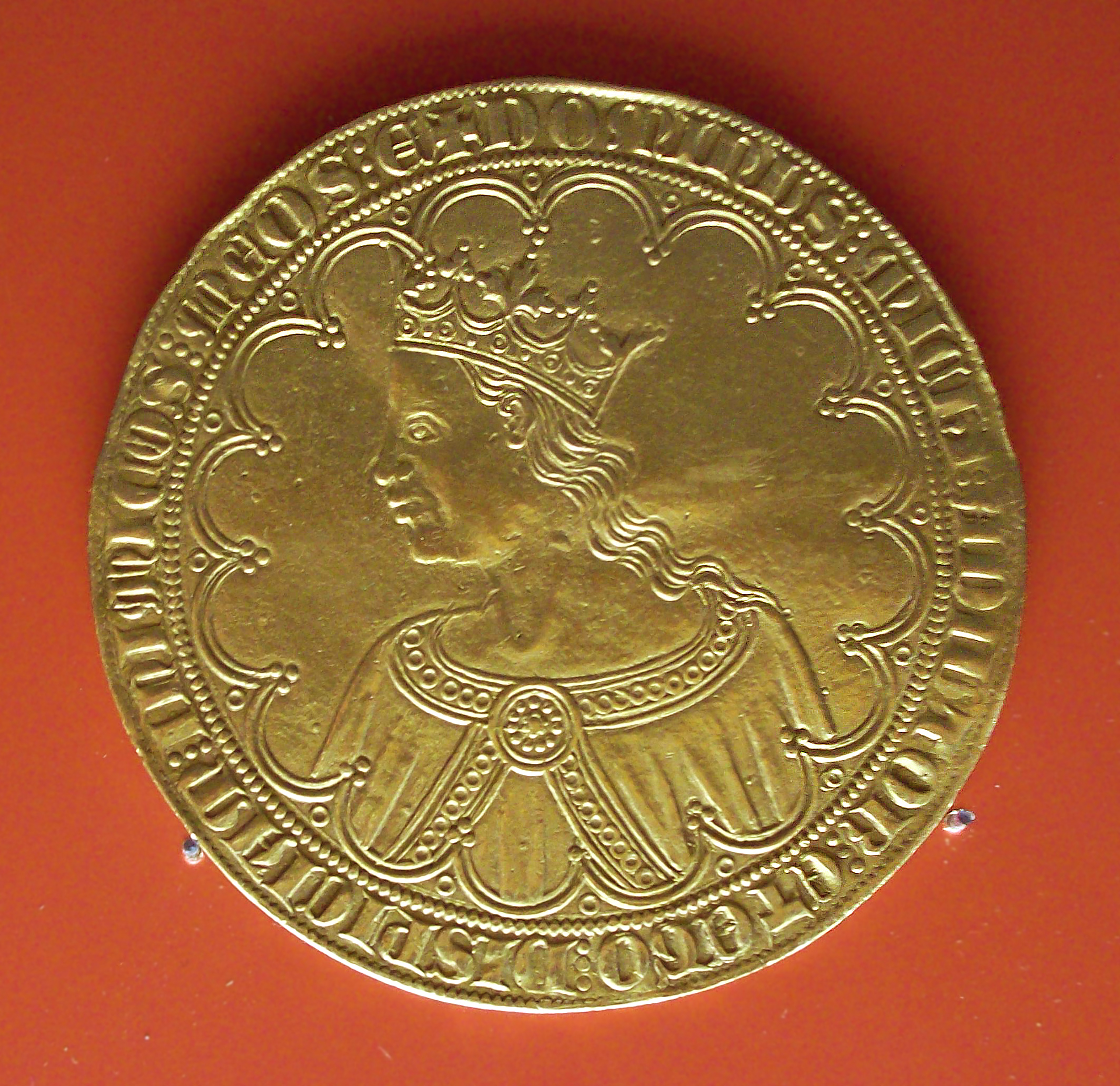
Gran dobla o dobla de a diez de Pedro I de Castilla, hijo y sucesor de Alfonso XI, acuñada en Sevilla en 1360. (M.A.N., Madrid).

Se desconoce su fecha de nacimiento. El cronista Gil González Dávila señaló que era natural de la ciudad de Salamanca y también un «gran cavallero y mui feñalado» por el valor de su persona y linaje, que según dicho autor descendía de nobles afincados en la ciudad alemana de Constanza.
El 10 de agosto de 1355 el rey Pedro I de Castilla cedió a su tío paterno, Alfonso Pérez de Tejeda, el señorío de Tejeda junto con todos sus términos, jurisdicción, pechos y derechos. Además, el historiador César Olivera Serrano afirmó que Alfonso López de Tejeda formó parte de la Orden de Santiago, y hay constancia de que en 1358, siendo ya comendador de Montánchez en dicha Orden y en el transcurso de la Guerra de los Dos Pedros, Alfonso López de Tejeda participó junto a las milicias concejiles de Salamanca y otros nobles, como Diego Álvarez Maldonado, en la conquista de la ciudad aragonesa de Tarazona.
En el momento de la muerte de Pedro I de Castilla Alfonso López era el alcaide de los alcázares de Zamora, y Manuel González García señaló que él y su hermano Juan Alfonso de Tejeda, que en 1354 era alcaide del alcázar de Salamanca, defendieron la causa de Pedro I en las ciudades de Zamora y Ciudad Rodrigo, que ambos «dominaban» y en donde habían conseguido exaltar «los ánimos» y esperanzas de los partidarios de Pedro I.
Además, Alfonso López de Tejeda fue maestre electo de la Orden de Santiago en la época del asesinato de Pedro I de Castilla, aunque Enrique II le despojó de esa dignidad al subir al trono.

### El sitio de Zamora (1369-1371)

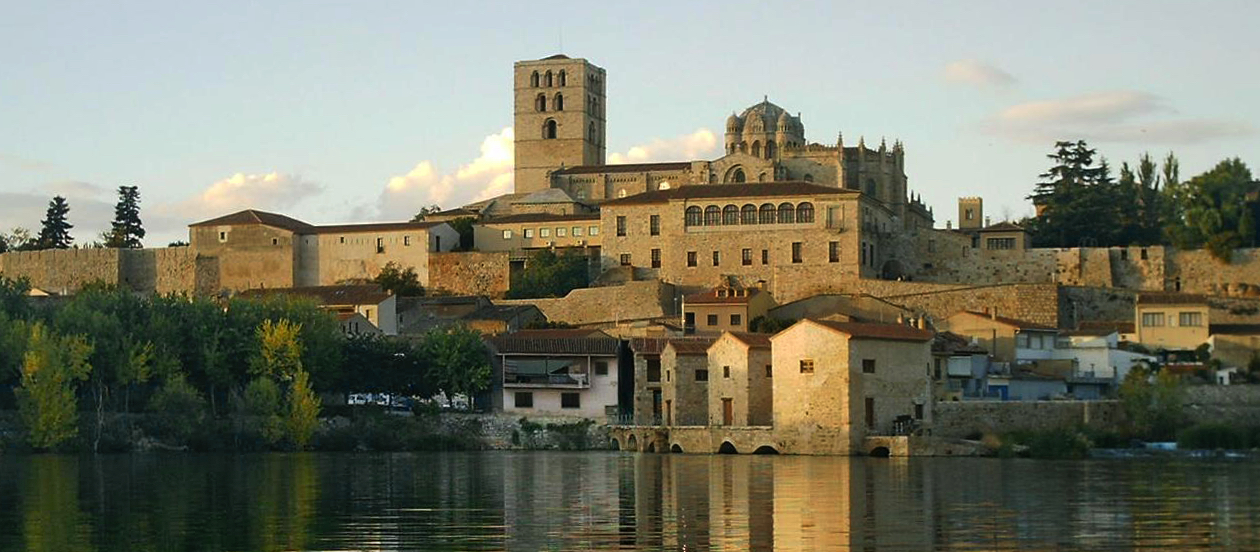
Vista de la ciudad de Zamora.

Tras la batalla de Montiel, que se libró en 1369, Enrique de Trastámara asesinó a su hermanastro Pedro I y comenzó a reinar en Castilla con el nombre de Enrique II. Y la ciudad de Zamora, acaudillada por Fernando Alfonso de Valencia, que era uno de los nobles más notorios de la ciudad y bisnieto de los reyes Alfonso X y Sancho IV de Castilla, y por Alfonso López de Tejeda, comenzó a ser asediada en junio de 1369 por las tropas de Enrique II y por sus mercenarios bretones, que estaban al mando del célebre condestable de Francia Bertrand du Guesclin. Y Ursicino Álvarez Martínez señaló que Enrique II estableció su campamento en la orilla izquierda del río Duero y «cerca del puente».
En el otoño de 1369 los asedios de Zamora y de Ciudad Rodrigo se estancaron y, en una de las frecuentes salidas que hicieron los sitiados, Fernando Alfonso de Valencia fue derrotado y hecho prisionero por Pedro Fernández de Velasco, que era el camarero mayor del rey y el principal responsable de la conducción del asedio, aunque conviene señalar que Moreno Ollero afirmó que Fernando Alfonso de Valencia y Pedro Fernández de Velasco, lucharon «cuerpo a cuerpo». Y parte de ello fue consignado en la Crónica de Enrique II, aunque en esta obra se afirma que se ignora cómo consiguió escapar el líder de los zamoranos. Y el 27 de febrero de 1370, en Ciudad Rodrigo, Juan Alfonso de Tejeda, que era el hermano mayor de Alfonso López de Tejeda y estaba casado con una dama llamada Beatriz González, con quien no había tenido descendencia hasta entonces, instituyó un mayorazgo a favor de su hermano.

Pero en 1371, debido a la escasez de recursos en Zamora, a la falta de socorro desde el reino de Portugal, y a las negociaciones que el eclesiástico Pedro Tenorio, que llegaría a ser arzobispo de Toledo y en esos momentos era arcediano de Toro en el obispado de Zamora, llevó a cabo con los sitiados, Zamora capituló y permitió la entrada de las tropas de Enrique II, que la ocuparon el 26 de febrero de 1371. Y de todo ello hay constancia por una carta en la que la reina Juana Manuel comunicaba a su esposo la rendición de la ciudad.

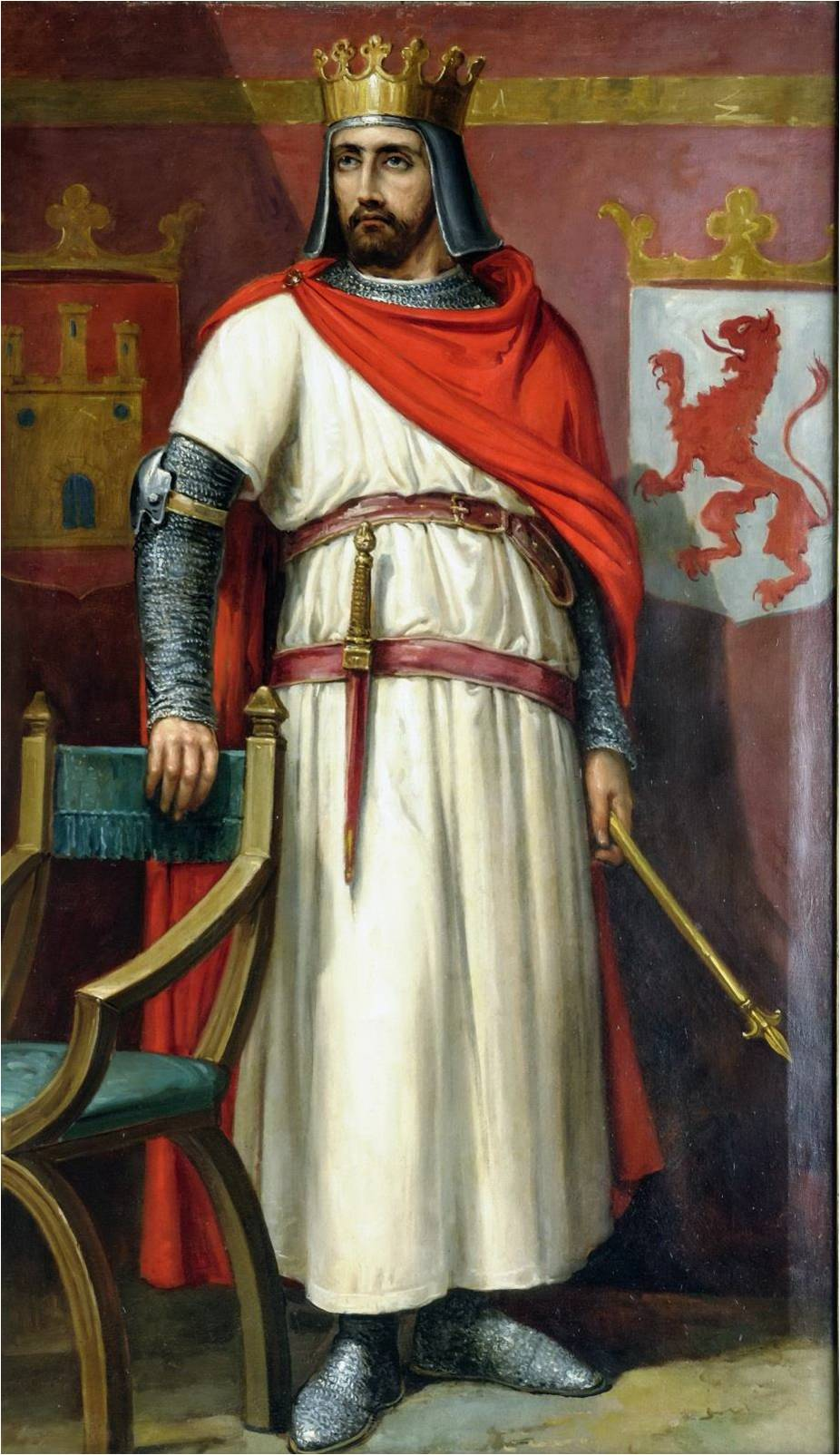
Retrato imaginario de Enrique II de Castilla. José María Rodríguez de Losada. (Ayuntamiento de León).

No obstante, el alcaide del castillo de Zamora, Alfonso López de Tejeda, no aceptó el acuerdo de capitulación y se propuso resistir en el interior de dicha fortaleza junto con su esposa, Inés Álvarez de Sotomayor, el hijo mayor de ambos, los principales nobles zamoranos, y numerosos soldados. Y la reina Juana Manuel, según afirmó el cronista portugués Fernão Lopes en el capítulo XLI de la Chronica de el-rei D. Fernando, amenazó a Alfonso López de Tejeda con matar a tres de sus hijos, que se encontraban en su poder, si no rendía el alcázar de Zamora, pero el alcaide se negó a rendirse y sus tres hijos, de los que dos eran niños y la restante una niña, fueron asesinados, aunque como destacó Valdaliso, ello le pareció extraño al cronista Lopes por considerarlo «una hazaña sin provecho»:

Passou o termo antr’elles devisado e nom lhe veo outro nehũu acorro (...) e foi rrequerido Affonsso Lopez que desse o logar, pois o termo ja era passado; e ell se escusou per taaes pallavras, e com tall sõo que de o fazer avia pouca voontade; da quall cousa a rrainha ouve assi grande queixume que disse, afirmando per juramento, que sse lhe Affonsso Lopez nom desse o logar como ficara com ella, pois o termo já era passado, que lhe mandaria degollar os filhos ante seus olhos, s os ell oolhar quisesse; e assi lho mandou dizer. Affonsso Lopez, ouvindo aquesto, husou n’este feito d’hũu modo mui estranho, o quall nom he de louvar come virtude mas façanha sem proveito, comprida de toda cruelldade, e disse aaquelles que lhe esto disserom, que sse a rrainha por esta rrazom lhe mandasse degollar seus filhos, que ainda ell tinha a forja e o martello com que fezera aquelles, e que assi faria outros.

Sin embargo, el cronista González Dávila señaló que fue el rey Enrique II quien ordenó el asesinato de los tres hijos del alcaide por «odio y venganza» para con este último al negarse a rendir el alcázar de Zamora, y Olivera Serrano, basándose en lo afirmado por el anterior, también indicó que Enrique II fue «especialmente duro» con este noble. Y otros autores calificaron de «espectacular» la resistencia llevada a cabo por los zamoranos, debido sobre todo a las muertes injustas de esos niños, y Castillo Llamas aseguró que los hijos del alcaide fueron asesinados en presencia suya, lo que enfureció y enardeció aún más a los sitiados, y asimismo destacó que:

En un gesto de crueldad, el nuevo rey de Castilla ordenó la ejecución de tres de sus hijos ante los ojos del alcaide, episodio legendario recogido por la cronística con el que se pretendía por un lado, resaltar la heroicidad y el coraje del alcaide que se mantuvo en su puesto a pesar de recibir tan duro golpe, y, por otra parte, equiparar la crueldad del rey TRASTÁMARA a la de su antecesor, rememorando dos episodios con características y connotaciones análogas: uno histórico (GUZMÁN EL BUENO se negó a entregar Tarifa a los enemigos aún a costa de la vida de su propio hijo) y otro bíblico (la matanza de los Inocentes).

Pero debido al hambre y a la peste que soportaban, y sabiendo que no recibirían ayuda de Portugal, una noche Alfonso López de Tejeda abandonó el castillo llevándose las llaves de la fortaleza. Y viajando acompañado por su esposa, su hijo mayor y por algunos de sus soldados se refugió en Portugal para desde allí continuar hostigando a las tropas de Enrique II. Y al saber que el castillo de Zamora se había rendido, el monarca castellano lo comunicó a las ciudades y concejos de su reino y poco después recibió a los embajadores del reino de Portugal.

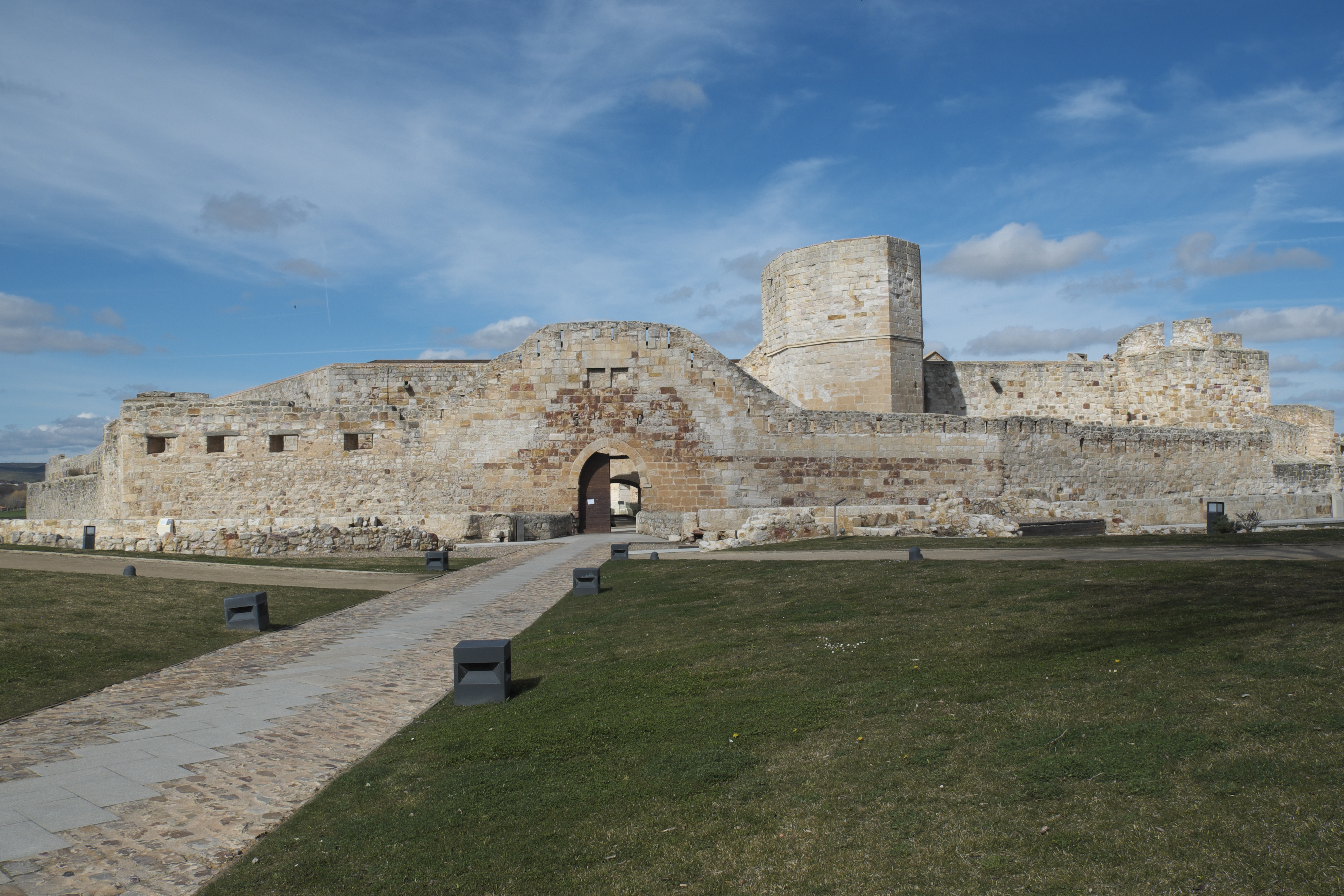
Ruinas del castillo de Zamora.

Los tres hijos asesinados del alcaide fueron sepultados en el convento de San Francisco de Salamanca, donde también serían enterrados el propio alcaide Alfonso López y su hijo y heredero, Diego López de Tejeda. Y en un letrero colocado en la capilla de los Tejedas del mencionado convento, aunque Bernardo Dorado señaló que se hallaba en el claustro mayor, se encontraba la siguiente inscripción, que aludía a los hechos acaecidos durante el asedio de Zamora y que ha sido transmitida por numerosos historiadores:

Aqui yacen los tres mártires inocentes fijos de Alfonso López de Tejada Señor de Tejada y doña Inés alvarez de Sotomayor los cuales fueron degollados por mandado del Rey don henrique porque el dicho Alonso lopez su padre le defendió á Zamora, que tenia por el Rey don Pº su hermano y aunque después le fue entrada por fuerza de armas y le fueron tomados estos inocentes que se criaban en 1a ciudad é degollados, él no quiso entregar el alcázar al cual se retrajo alguna gente y le defendió, hasta que muerta toda de hambre y pestilencia se salió una noche con las llaves y se pasó en portugal: muerto el Rey D. Pº no quiso volver en Castilla en tiempos del Rey don henrique aunque le perdonase cual pasó en la era de cesar de 1407 años que fue el año del Señor de 1367.

### Exilio en Portugal y regreso a Castilla (1371-1404)
Alfonso López de Tejeda fue un noble destacado e «importante», como señaló Fernando Suárez Bilbao, en la Corte del rey Fernando I de Portugal, de quien recibió algunas donaciones, y al llegar a su reino entró al servicio de Leonor Téllez de Meneses, que era la reina consorte de Portugal por su matrimonio con Fernando I. Pero durante el reinado de Enrique II, y a pesar de que el monarca le perdonó y le permitió regresar a Castilla, Alfonso López de Tejeda permaneció en Portugal. Y Manuel Villar y Macías elogió sus actuaciones durante el asedio de Zamora y afirmó que:

Y si este esclarecido salmantino no ha alcanzado la merecida popularidad, culpa es no solo de la poco simpática causa que seguía, sino que en las luchas civiles de los partidos políticos, jamás logra la justa fama el esforzado varón que, a pesar de su heroísmo, cae, cuando la causa que defiende; sólo don Juan I comprendió su grandeza y premió su lealtad; su patria aún permanece indiferente, y nada recuerda su memoria, aunque no abundan las virtudes que le enaltecían, para que no importen tan altos ejemplos que imitar.

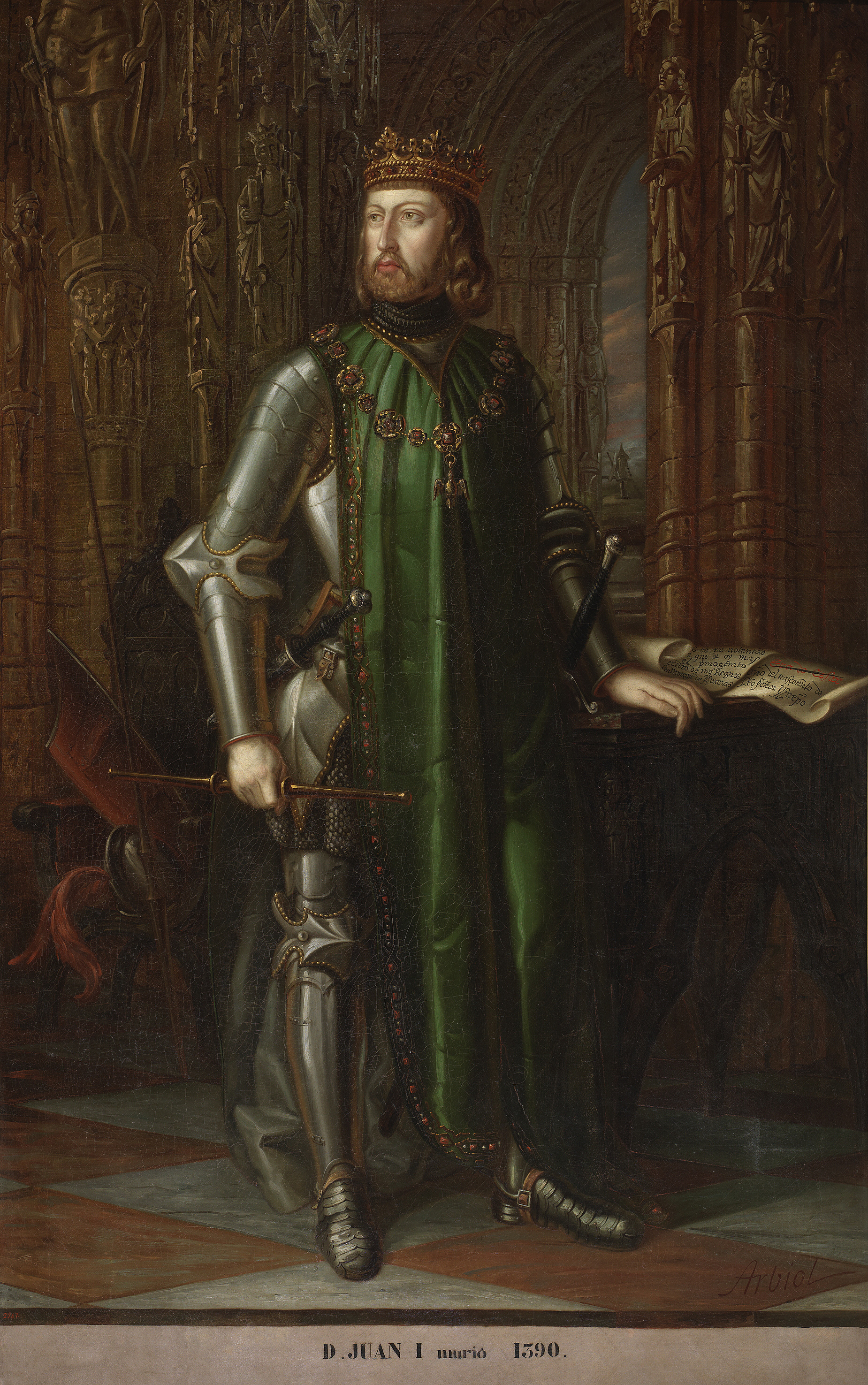
Retrato imaginario de Juan I de Castilla. Vicente Arbiol y Rodríguez. 1848. (Congreso de los Diputados de España).

El rey Juan I de Castilla le «redujo a su servicio» y le ordenó que regresara a Castilla, nombrándole a continuación alcaide de los alcázares de Zamora, aunque se desconoce hasta cuándo ocupó el cargo, y de los alcázares de Segovia, donde hay constancia de que ya lo era en 1380. Y conviene señalar que el rey le concedió esas mercedes para compensarle por su apoyo a Castilla.
Al regresar al reino de Castilla, Alfonso López de Tejeda pasó a ser un «personaje gris», en palabras de Suárez Bilbao, aunque otros autores señalaron por el contrario que disfrutó «de la confianza» de los sucesivos reyes de Castilla. Y en la primavera de 1382 Alfonso López participó en la guerra que Juan I de Castilla emprendió contra Fernando I de Portugal, aunque la paz entre ambos reinos fue suscrita poco después.
Fernando I de Portugal falleció el 22 de octubre de 1383, y su legítima heredera, la reina Beatriz de Portugal, estaba casada con Juan I de Castilla. Y cuando este último fue informado de la muerte de su suegro, decidió que lo más urgente era que su esposa fuera reconocida como reina en Portugal, y por ello reunió a su Consejo Real en Montalbán y «envió por delante» a Alfonso López de Tejeda para que viajara a Portugal y comunicara a la reina regente, Leonor Téllez de Meneses, que era de vital importancia que su hija Beatriz fuera proclamada reina de Portugal con la mayor prontitud posible, siendo todo ello relatado en un pasaje de la Crónica del rey don Juan I:

Asi fué que quando el Rey Don Ferrando finó, el Rey Don Juan envió un Caballero de la Orden de Santiago, que le decían Alfonso López de Tejada, natural de Salamanca, é levó cartas para la Reyna de Portogal Doña Leonor su suegra é para todos los Condes é Maestres é Señores é Caballeros de Portogal, é para las cibdades é villas del Regno, por las quales les enviara decir el Rey, que bien sabían como la Reyna Doña Beatriz su muger, fija del Rey Don Ferrando, era heredera del dicho Regno de Portogal, pues el Rey Don Ferrando su padre era finado, é non dexara otro fijo legitimo heredero del Regno si non á la Reyna Doña Beatriz su fija: é por ende que les rogaba que quisiesen guardar en este cáso aquello que eran tenudos así como buenos é leales Vasallos, tomando á la Reyna Doña Beatriz por su Reyna é por su señora, é á él por su Rey é por su señor, asi como á su marido: é ellos faciendolo asi farian su debdo, é complirian la lealtad que debian: por lo qual él é la Reyna Doña Beatriz su muger les serian tenudos de les facer por ello muchas mercedes...

Además, Covadonga Valdaliso señaló que durante la guerra castellano-portuguesa, Alfonso López de Tejeda apoyó claramente, al igual que otros antiguos «petristas» como Garcí Rodríguez de Tavorda o Lope Gómez de Liria, a Juan I de Castilla y a su esposa, la reina Beatriz de Portugal. Y tras la decisiva derrota castellana en la batalla de Aljubarrota, que se libró el 14 de agosto de 1385, el maestre de Avis, que llegaría a reinar en Portugal como Juan I, se apoderó de numerosos lugares que hasta entonces habían estado en poder de los castellanos.

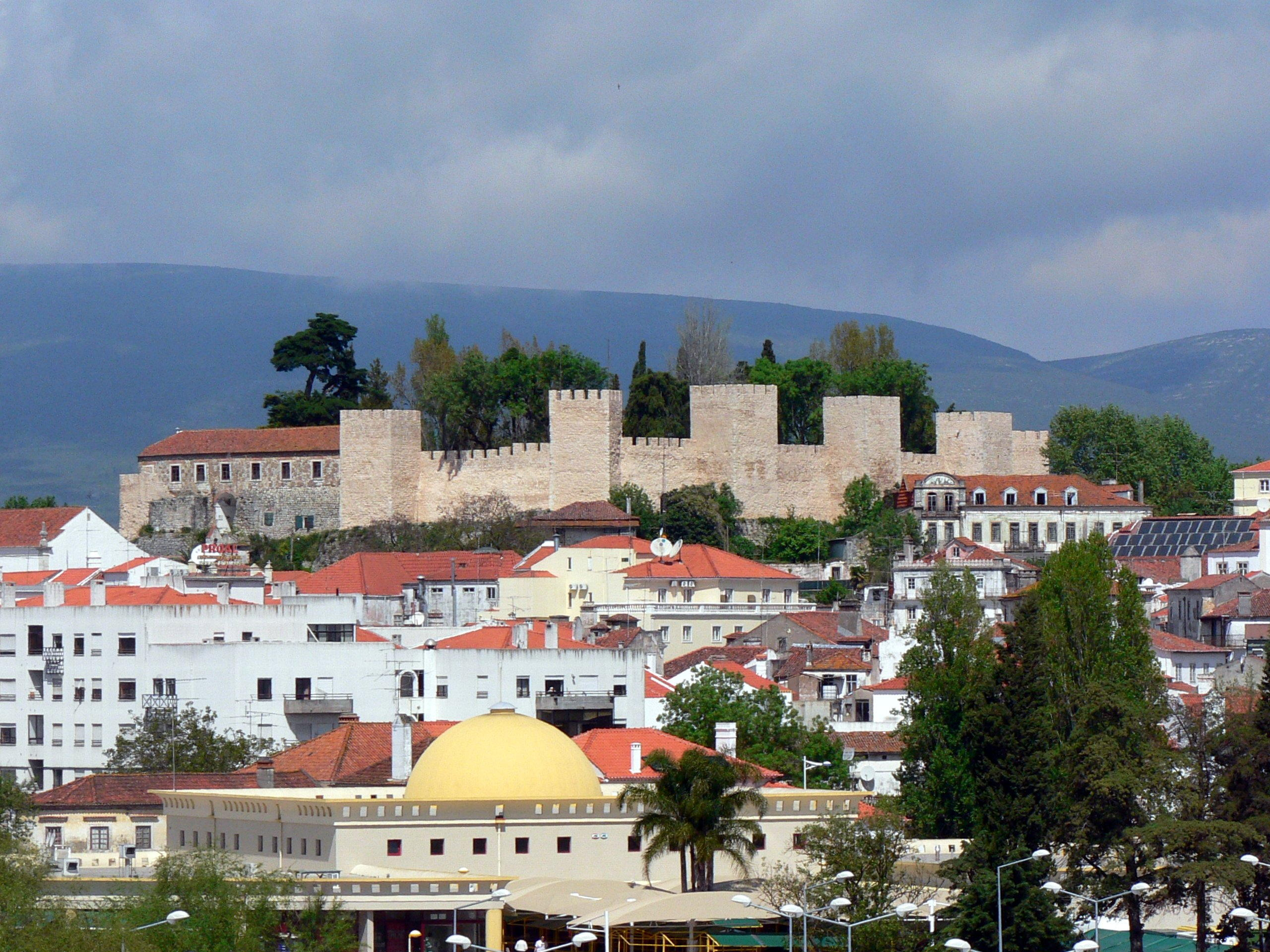
El castillo de Torres Novas. (Portugal).

Y en un pasaje de la Crónica del rey don Juan I, como señaló Villar y Macías, consta que Alfonso López de Tejeda, que era el alcaide de la fortaleza portuguesa de Torres Novas desde 1384 y en nombre de Juan I de Castilla, se negó a entregarla a los seguidores del maestre de Avis hasta que no recibió la «autorización real» correspondiente, según consta en dicho pasaje:

Pero una fortaleza que dicen Torres novas, que tenia un Caballero de la Orden de Santiago, que decían Alfonso Lopez de Tejeda natural de Castilla, non la pudo el Maestre Davis cobrar; antes se le defendió muy esforzadamente, fasta que sacó con él pleytesia de tres meses para lo facer saber al Rey de Castilla su señor. E asi se fizo: é el Rey envió decir á este Caballero, que tenia en servicio lo que ficiera; é mandóle que entregase el logar.

Castrillo Llamas señaló que es probable que tras dejar la alcaidía de Torres Novas regresara a Castilla, ya que la mayoría de los historiadores aluden a Alfonso López de Tejeda como «comendador de Santiago y caballero natural de Castilla». Y durante la minoría de edad de Enrique III de Castilla fue alcaide de los alcázares de Segovia, pero hay constancia de que en junio de 1392, aunque Ceballos-Escalera señaló erróneamente que fue en 1391, los regentes del reino le destituyeron y nombraron para reemplazarle a Juan Hurtado de Mendoza el Limpio, que era el mayordomo mayor del rey. Sin embargo, Alfonso López recibió grandes mercedes de manos de Enrique III por renunciar a la alcaidía de Segovia, como señalaron González Dávila y Ceballos-Escalera, basándose en la Crónica del rey don Enrique III, donde se afirma que:

E dende el Rey fué para Segovia, é tenia el alcazar de dicha cibdad un Caballero de Santiago que decian Alfonso Lopez de Tejada, á quien el Rey Don Juan le avia dado en su vida. E el Rey Don Enrique é los sus Tutores, desque llegaron, ficieron contento al dicho Alfonso Lopez en otra merced que le ficieron, é dieron el alcazar de Segovia á Juan Furtado de Mendoza Mayordomo mayor del Rey.

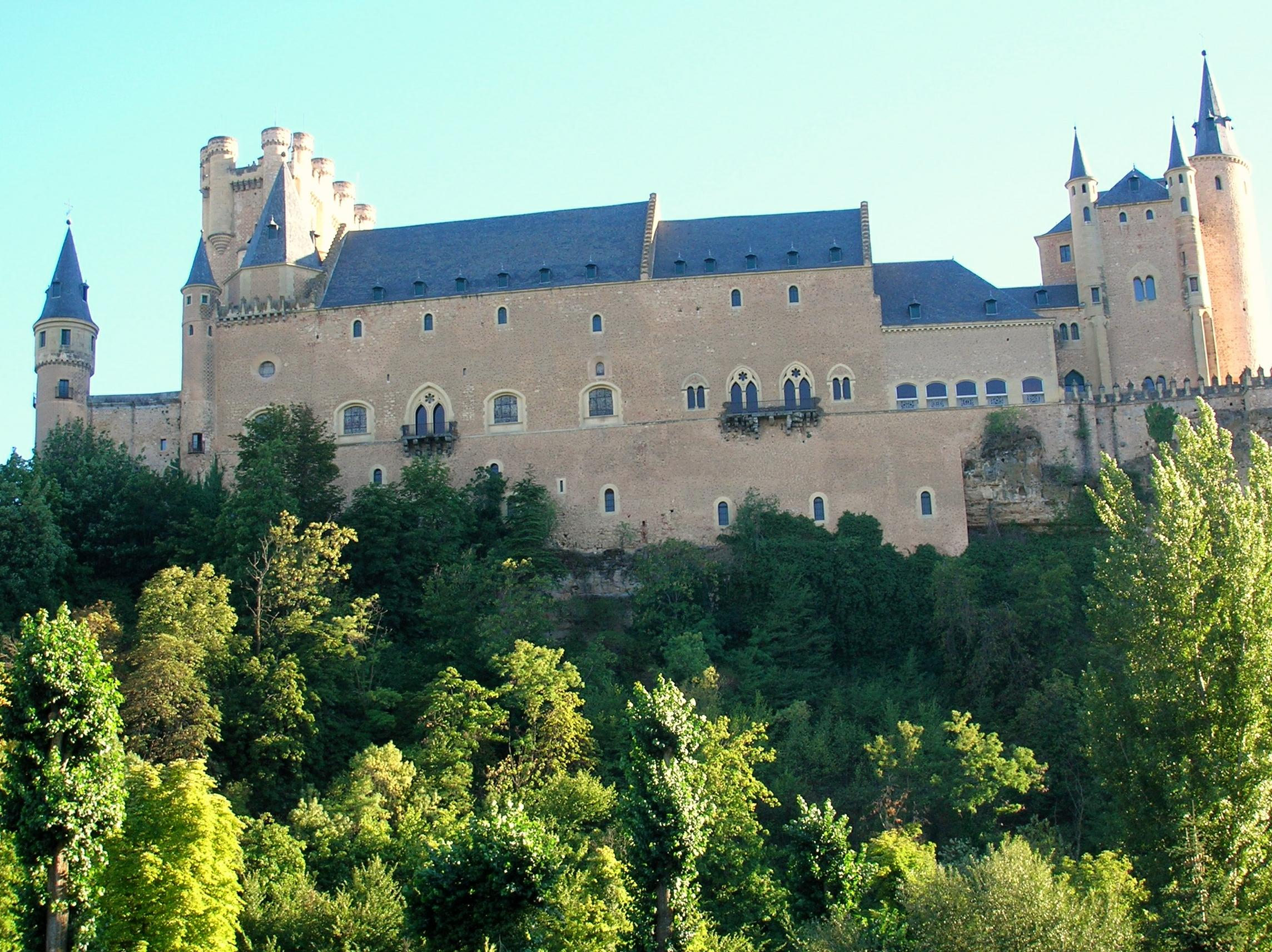
El alcázar de Segovia.

La familia Tejeda llegó a poseer en las siguientes centurias y en tierras salmantinas, entre otros, los señoríos de Tejeda, Santa Olalla, Ribas, Alcornocal, Mozodiel y Gallegos de Huebra. Y el 9 de octubre de 1399, hallándose en la localidad de Cuéllar, la reina Beatriz de Portugal recompensó a Alfonso López de Tejeda entregándole «una parte de la aceña de Velasco Miguel» situada junto al río Tormes.
Alfonso López de Tejeda falleció en 1404 y en la ciudad de Salamanca, según Bernardo Dorado, aunque Castrillo Llamas, que se basa fundamentalmente en la obra de González Dávila, señaló que murió «en torno al año 1404». Y en el momento de su muerte, según su epitafio, era comendador de Castrotorafe y Peñausende en la Orden de Santiago y alcaide de los alcázares de Segovia y Zamora.

## Sepultura
Fue sepultado en el desaparecido convento de San Francisco de Salamanca, en el que también fueron enterrados su hijo Diego y sus tres hijos asesinados durante el sitio de Zamora. Y la tumba de Alfonso López estaba situada «cerca» de las de sus hijos asesinados y junto al altar de San Buenaventura de la capilla de los Tejedas, donde estaba colocado un letrero con la siguiente inscripción:

Assi mesmo iace aquí el dicho Alfonso de Tejada, señor de Tejada padre destos mártires, el cual estuvo maestre electo de Santiago en el tiempo que fue muerto el rey don Pedro su señor, lo cual perdio, y a sus hijos con todo lo demas por servir a su señor este rreal y buen caballero, y despues defendio a Torres-novas al Maestre de Avis rey que fue en Portugal, sirviendo al rey don Juan el primero. Murio comendador de Castrotorafe y Peñausende y alcaide de Zamora y de Segovia y con otras mercedes y recompensas de lo perdido que le hizo el dicho rey don Juan por volvelle a su servicio. Fallescio año del Señor de mill y quatrocientos y quatro años.

Sin embargo, todas esas sepulturas desaparecieron en el siglo XIX, y del convento de San Francisco, que fue desamortizado y destruido en dicha centuria, únicamente sobreviven en la actualidad la capilla de la Venerable Orden Tercera de San Francisco, edificada a mediados del siglo XVIII, y algunos restos del ábside gótico de la primitiva iglesia conventual.

## Matrimonio y descendencia
Contrajo matrimonio con Inés Álvarez de Sotomayor, y fruto de su matrimonio nacieron al menos cuatro hijos, siendo tres de ellos los que murieron durante el sitio de Zamora y el otro:
- Diego López de Tejeda (m. 1396).[63] Contrajo matrimonio con Juana Osorio, con quien tuvo tres hijos,[3] y según algunos autores falleció en 1396[63] y antes que su padre,[3] aunque en su epitafio se afirma que murió en Portugal en 1406 mientras luchaba contra los portugueses, que se hallaban en guerra con Castilla.[2] Fue sepultado junto con su padre en la capilla de los Tejedas del convento de San Francisco de Salamanca.[3] Y Luis Vilar y Pascual señaló erróneamente que sus tres hijos fueron asesinados por orden de Enrique II en 1377.[8][c]